# Pseudocella minor
Pseudocella minor is een rondwormensoort uit de familie van de Leptosomatidae. De wetenschappelijke naam van de soort is voor het eerst geldig gepubliceerd in 1962 door Platonova.